# Hiliuți, Fălești
Hiliuți este satul de reședință al comunei cu același nume  din raionul Fălești, Republica Moldova.
A fost fondat în anul 1920, când 40 de familii s-au mutat în acest loc din satul Hiliuți, raionul Rîșcani. Între 1921-1926, au venit și câteva familii din regiunea Cernăuți. Începând cu anul 1923, fiecărei familii i-au fost repartizate câte 6 hectare de pământ. Majoritatea locuitorilor satului s-au angajat la muncă cu ziua la boierii de prin împrejurimi.
În anul 1927 s-a deschis prima școală primară, în casa lui Statii Matei, directorul școlii. Pe teritoriul satului mai erau și alte săli de clasă prin casele oamenilor. Cancelaria se afla în centrul satului, în casa lui Harabară Gavriil. Deoarece clasele se găseau pe tot teritoriul satului, pauzele durau 15-20 minute pentru ca profesorii să poată ajunge de la o clasă la alta. Prima școală serală de 7 clase a fost deschisă în anul 1952, după care în 1964 a fost construită prima școală în centrul satului. Aceasta din urmă funcționează și în prezent, elevii învățând în două schimburi.